# Güznüt
Knzut è un comune dell'Azerbaigian situato nel distretto di Babək.Il nome Knzut è tradotto dall'armeno come "Plum Place".